# Эгоист (альбом Димы Билана)
«Эгоист» — девятый студийный альбом российского поп-певца Димы Билана, выпущенный 1 декабря 2017 года на лейбле Archer Music. В альбом вошло 11 композиций, среди которых синглы «Монстры в твоей голове», «Держи», «Девочка, не плачь» и «Прости».

## Вокалист об альбоме
Альбом, который я предлагаю на суд моих преданных единомышленников - это музыкальное путешествие внутрь себя, поиск своего подлинного «Я». Вот как только «нарою»  эти важные ответы - обязательно поделюсь со всеми! Сейчас я нахожусь в самом разгаре этих увлекательных поисков и приглашаю всех, кому это интересно, путешествовать вместе.   Да, я по-прежнему романтик, но не такой,  как раньше: стиль, звучание, исполнение  стали новыми. И мне самому нравятся абсолютно все треки с нового альбома! Я записал его не для того, чтобы что-то кому-то доказать, я записал его прежде всего, чтобы доказать важное самому себе.Дима Билан

## Список композиций
| №                   | Название                 | Автор(ы)                                            | Длительность |
| ------------------- | ------------------------ | --------------------------------------------------- | ------------ |
| 1.                  | «Эгоист»                 | Владислав Рамм                                      | 4:06         |
| 2.                  | «Держи»                  | Денис Ковальский                                    | 3:40         |
| 3.                  | «Атом»                   | музыка - Аркадий Александров, слова - Артём Качарян | 3:10         |
| 4.                  | «Прости»                 | Герман Титов                                        | 3:42         |
| 5.                  | «Девочка, не плачь»      | Аркадий Александров                                 | 3:15         |
| 6.                  | «Белая магия»            | музыка - Давид Тодуа, слова - Дмитрий Мироненко     | 4:00         |
| 7.                  | «Монстры в твоей голове» | музыка - Антон Шаплин, слова - Соня Снежная         | 3:31         |
| 8.                  | «Дыши»                   | Владислав Рамм                                      | 3:50         |
| 9.                  | «Рай»                    | Дима Билан                                          | 3:44         |
| 10.                 | «Память»                 | Алексей Исмаилов                                    | 3:05         |
| 11.                 | «Жуть»                   | Дима Билан                                          | 3:13         |
| Общая длительность: | Общая длительность:      | Общая длительность:                                 | 39:16        |

## Видеоклипы
| Песня                    | Режиссёр           | Дата            | Ист.  |
| ------------------------ | ------------------ | --------------- | ----- |
| «Монстры в твоей голове» | Антон Родин        | 9 января 2017   | [ 3 ] |
| «Держи»                  | Леонид Колосовский | 1 сентября 2017 | [ 4 ] |
| «Девочка, не плачь»      | Леонид Колосовский | 20 апреля 2018  | [ 5 ] |
| «Прости»                 | Алексей Голубев    | 14 декабря 2018 | [ 7 ] |

- «Монстры в твоей голове»,
- «Держи»,
- «Девочка, не плачь»,
- «Прости».

## Критика
Алексей Мажаев из InterMedia в своей рецензии отмечает, что Дима Билан после некоторой паузы в начале календарного 2017 года возвращается к активной музыкальной деятельности, результатом которой стал выпуск нового альбома. По его мнению, Дима остался узнаваем, хотя немного повзрослел. Среди композиций не найти будущих хитов, и в этом певец как бы заявляет, что шлягеры стоит ждать в будущем, а тут я пока в поисках.